# Playlist: The Very Best of Bow Wow
Albums de Bow Wow
New Jack City II
(2009)
Playlist: The Very Best of Bow Wow est une compilation de Bow Wow, sortie le 1er juin 2010.

## Liste des titres
| No  | Titre                                                      | Durée |
| --- | ---------------------------------------------------------- | ----- |
| 1.  | Puppy Love                                                 | 3:28  |
| 2.  | Ghetto Girls                                               | 3:14  |
| 3.  | Shortie Like Mine (featuring Chris Brown et Johntá Austin) | 4:27  |
| 4.  | Bounce With Me (featuring Xscape)                          | 2:55  |
| 5.  | Like You (featuring Ciara)                                 | 3:26  |
| 6.  | Take Ya Home                                               | 3:56  |
| 7.  | You Can Get It All (featuring Johntá Austin)               | 3:37  |
| 8.  | Let Me Hold You (featuring Omarion)                        | 4:06  |
| 9.  | Fresh Az I'm Iz (featuring J-Kwon et Jermaine Dupri)       | 4:29  |
| 10. | Hey Baby (Jump Off) (featuring Omarion)                    | 3:08  |
| 11. | Thank You (featuring Jagged Edge et Fundisha)              | 3:59  |
| 12. | Girlfriend (featuring Omarion)                             | 4:43  |
| 13. | B.O.W.                                                     | 3:31  |
| 14. | Is That You (P.Y.T.)                                       | 3:54  |